# Dam tot Damloop 2003
De Dam tot Damloop 2003 werd gehouden op zondag 19 september 2003. Het was de negentiende editie van deze loop. De hoofdafstand was 10 Engelse mijl (16,1 km). Er werd gestart vanaf de Prins Hendrikkade in het centrum van Amsterdam en via de IJ-tunnel gelopen naar centrum van Zaandam. De wedstrijd werd gelopen onder warme omstandigheden. Ondanks extra water kwamen veel lopers in de problemen.
Deze wedstrijd werd bij de mannen een overwinning voor de Keniaan Francis Kibiwott Larabal in 45.46. Hij had een straatlengte voorsprong op zijn landgenoot Charles Kamathi, de winnaar van de twee voorgaande edities, die nu in 46.01 over de finish kwam. Luke Kibet maakte het podium volledig Keniaans door derde te worden in 46.10. Bij de vrouwen besliste Restituta Joseph uit Tanzania de wedstrijd in haar voordeel.
Naast de hoofdafstand stonden er een 4 Engelse mijl en Mini Dam tot Damlopen op het programma. Alle onderdelen van het evenement bij elkaar trokken 28500 deelnemers (10 Engelse mijl:23500, minilopen:3900 en 4 Engelse mijl:1100). Dit jaar werd ook voor de eerste keer een Dam tot Dam-wandeltocht geïntroduceerd. Deze tocht kon een dag voor de wedstrijd worden gelopen.

## Wedstrijd
Mannen
| rang   | naam                     | land | tijd  |
| ------ | ------------------------ | ---- | ----- |
| Goud   | Francis Kibiwott Larabal | KEN  | 45.46 |
| Zilver | Charles Kamathi          | KEN  | 46.01 |
| Brons  | Luke Kibet               | KEN  | 46.10 |
| 4      | James Kipketer           | KEN  | 46.45 |
| 5      | Kamiel Maase             | NED  | 46.47 |
| 6      | Eliud Kurgat             | KEN  | 47.14 |
| 7      | Felix Limo               | KEN  | 47.22 |
| 8      | Philip Singoei           | KEN  | 47.28 |
| 9      | Jason Mbothe             | KEN  | 47.54 |
| 10     | Dennis Jensen            | DEN  | 48.06 |
| 11     | Jamal Baligha            | MAR  | 48.25 |
| 12     | Piotr Gladki             | POL  | 48.29 |
| 13     | Marco Gielen             | NED  | 48.32 |
| 14     | Sander Schutgens         | NED  | 49.12 |
| 15     | David Koech              | KEN  | 49.22 |
| 16     | Rik Ceulemans            | BEL  | 49.27 |
| 17     | Marc Pacque              | NED  | 49.36 |
| 18     | Kamel Kohil              | ALG  | 49.42 |
| 19     | Jan Willem Schaar        | NED  | 49.52 |
| 20     | Jussi Utriainen          | FIN  | 49.59 |

Vrouwen
| rang   | naam                   | land | tijd    |
| ------ | ---------------------- | ---- | ------- |
| Goud   | Restituta Joseph       | TAN  | 52.17   |
| Zilver | Beata Rackonzai        | HUN  | 53.39   |
| Brons  | Jane Ekimat            | KEN  | 53.49   |
| 4      | Caroline Kwambai       | KEN  | 54.51   |
| 5      | Yesenia Centeno        | ESP  | 55.04   |
| 6      | Katy Butler            | GBR  | 55.16   |
| 7      | Christina Pomacu       | ROU  | 55.41   |
| 8      | Nadezha Wijenberg      | NED  | 56.59   |
| 9      | Kristijna Loonen       | NED  | 58.05   |
| 10     | Selma Borst            | NED  | 58.18   |
| 11     | Mounia Aboulahoen      | BEL  | 59.09   |
| 12     | Ludmilla Afunjoenskina | RUS  | 59.23   |
| 13     | Anne van Schuppen      | NED  | 59.30   |
| 14     | Vivian Ruijters        | NED  | 1:00.19 |

1985 ·
1986 ·
1987 ·
1988 ·
1989 ·
1990 ·
1991 ·
1992 ·
1993 ·
1994 ·
1995 ·
1996 ·
1997 ·
1998 ·
1999 ·
2000 ·
2001 ·
2002 ·
2003 ·
2004 ·
2005 ·
2006 ·
2007 ·
2008 ·
2009 ·
2010 ·
2011 ·
2012 ·
2013 ·
2014 ·
2015 ·
2016 ·
2017 ·
2018 ·
2019